# 포스코에너지 여자탁구단
포스코인터내셔널 여자탁구단은 한국프로탁구(KTTL) 코리아리그 여자부 소속의 탁구단이다. 2011년 3월에 인천광역시를 연고로 창단했으며 대한민국에서 가장 늦게 창단한 여자탁구단이다. 2022년에 한국프로탁구의 출범으로 구단은 프로화를 거쳤으며 2022년부터 프로탁구대회인 한국프로탁구에 참가하고 있다. 2023년 7월 국내 프로탁구단 최초로 구단명 '스피너스'를 공개했다.

## 연혁
- 2011년 포스코파워 여자탁구단이라는 팀명으로 실업탁구단 창단[1]
- 2012년 모기업의 사명 변경으로 포스크에너지 여자탁구단으로 팀명 변경[2]
- 2022년 프로탁구단으로 전환하며 한국프로탁구에 참가[3]
- 2023년 1월 새로운 해를 맞이하면서 포스코인터내셔널 여자탁구단으로 팀명 변경
- 2023년 7월 포스코인터내셔널 '스피너스'로 구단명 확정

## 선수단

### 선수
| 국적     | 이름   | 생년월일               | 신장  |
| -------- | ------ | ---------------------- | ----- |
| 대한민국 | 양하은 | 1994년 2월 25일(31세)  | 172cm |
| 대한민국 | 김별님 | 1995년 11월 25일(29세) | 165cm |
| 대한민국 | 김예린 | 2001년 11월 22일(23세) | 160cm |
| 대한민국 | 유시우 | 2001년 12월 14일(23세) | 170cm |
| 대한민국 | 유한나 | 2002년 4월 20일(23세)  | 162cm |
| 대한민국 | 김나영 | 2005년 10월 1일(19세)  | 171cm |

#### 역대 주요 선수
- 전지희 (2011[4] - 2023[5])

### 코칭 스태프
- 감독: 전혜경
- 코치: 한지민

## 역대 시즌
| 플레이오프 통과 | 챔피언결정전 통과 | 챔피언결정전 우승 |

| 시즌 | 정규시즌 | 정규시즌 | 정규시즌 | 정규시즌 | 정규시즌 | 포스트시즌 | 포스트시즌   | 포스트시즌 | 감독   | 출전선수                               |
| 시즌 | 경기수   | 승       | 패       | 승점     | 시즌순위 | 플레이오프 | 챔피언결정전 | 최종순위   | 감독   | 출전선수                               |
| ---- | -------- | -------- | -------- | -------- | -------- | ---------- | ------------ | ---------- | ------ | -------------------------------------- |
| 2022 | 16       | 12       | 4        | 42       | 1위      | -          | 승승         | 1위        | 전혜경 | 전지희, 양하은, 김별님, 유한나, 김나영 |

## 시설
- 훈련장, 선수단 숙소: 인천광역시 서구 중봉대로 405번길 363 2F, 포스코에너지 미래관[6][7]